# Miednica męska
Miednica męska – jeden z typów miednicy ogólnie ścieśnionej. Ma grube kości, ostry kąt łonowy oraz proste ramiona zstępujące kości łonowych. Kość krzyżowa jest wąska i długa. Spotykana u kobiet o męskim typie budowy.